# (32052) Diyamathur
(32052) Diyamathur est un astéroïde de la ceinture principale.

## Description
(32052) Diyamathur est un astéroïde de la ceinture principale. Il fut découvert le 7 mai 2000 à Socorro (Nouveau-Mexique) par le projet LINEAR. Il présente une orbite caractérisée par un demi-grand axe de 2,20 UA, une excentricité de 0,02 et une inclinaison de 6,5° par rapport à l'écliptique.

## Compléments